# Rańsko
Rańsko – wieś w Polsce, położona w województwie lubuskim, w powiecie międzyrzeckim, w gminie Pszczew.

## Podział
| SIMC    | Nazwa  | Rodzaj      |
| ------- | ------ | ----------- |
| 0186111 | Rańsko | osada leśna |

## Historia
Teren, na którym leży miejscowość pierwotnie związana była z Wielkopolską. Wieś powstała na miejscu wcześniejszej kolonii. W 1594 pod nazwąRańsko odnotowane zostały las oraz struga w okolicy obecnej osady Rańsko. Miejscowość leżała wówczas w powiecie poznańskim Korony Królestwa Polskiego.
Nazwa odnotowana w historycznych aktach sądowych. W 1594 Jan Policki ze swoim bratankiem Janem pozywał Jerzego Ostroroga Lwowskiego o to, że poddani Lwowskiego ze wsi Siercz uszkodzili kopce narożne wsi Policko, Siercz i Janowo, które stały nad strugą zwaną Rańsko, która płynęła przez las Rańsko. W 1619 przy opisie granic pomiędzy Polickiem, a Sierczem wymieniono drogę Rońską. W 1788 Siercz oraz kolonia o nazwie Ronskie należały do parafii Trzciel. Kartograf koronny Karol de Perthées w swojej mapie Carte hydrographique de Pologne wydanej w 1809 odnotowuje miejscowość jako Hollendry Reinskie.
W latach 1975–1998 wieś administracyjnie należała do województwa gorzowskiego.